# Краус, Сергей
Сергей Краус (род. 2 января 1974) — российский кинорежиссёр-документалист. Лауреат премии «ТЭФИ» (2015), премии Правительства Москвы (2020), премии кинофестиваля Premio Felix (2021).

## Биография
Родился 2 января 1974 года. Окончил режиссёрскую мастерскую киношколы Александра Митты.
За свою творческую карьеру в качестве режиссёра снял более 350 документальных фильмов и сериалов, выходивших на Первом канале, НТВ и Россия-1.
В 2015 году снятый им фильм «Крым. Путь на Родину» получил премию «ТЭФИ» — специальный приз «За осмысление современной истории», а также был номинирован в категории «Событие телевизионного сезона». Журналист Александр Кондрашов отметил, что «в фильме много реконструкций (режиссёр Сергей Краус), то есть сцен, в которых средствами художественного кино воссозданы ключевые события „русской весны“, крымского референдума о воссоединении с Россией».
В 2020 году стал лауреатом премии Правительства Москвы за «Фильм, создающий образ Москвы в киноискусстве» — «Кремль-9. Коменданты».
В 2021 году его фильм «Мария Закревская. Драматургия высшего шпионажа» получил премию IV кинофестиваля российского кино Premio Felix — «За тщательный подбор документации и профессиональный подход к повествованию о сложном историческом времени и жизни женщины, наделённой таинственным очарованием».

## Оценки творчества
Вышедший в 2008 году документальный фильм «Кто „прошляпил“ начало войны?», получил ряд полярных критических отзывов в российской прессе. Историк и политолог Андрей Арешев отметил что "фильм режиссёра Сергея Крауса «Кто „прошляпил“ начало войны?» может показаться рядовому обывателю, привыкшему к ритуальным разоблачениям «кровавого сталинского режима», неожиданным, сенсационно-«ревизионистским», едва ли недиссидентским. Однако именно это работа, едва ли не впервые в отечественной документалистике последних лет, во многом верно расставляет акценты, давая военному строительству накануне войны резкие, порой нелицеприятные оценки, при этом не сваливая ответственность за допущенные промахи и провалы исключительно на одного человека".
Телекритик Слава Тарощина о фильме «Юрий Андропов. Кремлёвские похороны»: «В сочинении явлен принципиально иной взгляд на председателя КГБ, генсека, поэта. Здесь нет и намека на одический стиль. Фильм получился гораздо более интересным, цельным и объективным, чем „прошляпившие войну“. Хотя бы потому, что предпринята попытка разных взглядов на предмет».

## Избранная фильмография
- 2019—2023 — «Кремль-9» (документальный цикл)
- 2019 — «Мария Закревская. Драматургия высшего шпионажа»
- 2016 — «Мифы о России: вчера, сегодня, завтра» (документальный цикл)
- 2015 — «Крым. Путь на Родину»
- 2009—2010 — «Алтарь Победы» (документальный цикл)
- 2009—2010 — «Кремлёвская кухня» (документальный цикл)
- 2009 — «Советские биографии» (документальный цикл)
- 2009 — «Кремлёвские похороны» (документальный цикл)
- 2009 — «Кремлёвские жёны» (документальный цикл)
- 2008 — «Кто „прошляпил“ начало войны?»
- 2008 — «Кремлёвские дети» (документальный цикл)